# Deslanoside
Deslanoside (tên thương mại Cedilanide ở Brazil ) là một glycoside tim, một loại thuốc có thể được sử dụng trong điều trị suy tim sung huyết và rối loạn nhịp tim (nhịp tim không đều). Nó được tìm thấy trong lá của Digitalis lanata, Woolly Foxglove.